# China Mobile
China Mobile (Chinees (taal): 中国移动), is een groot Chinees telecommunicatiebedrijf. Het is uitsluitend in eigen land actief en heeft zo’n 70% van de markt voor mobiele telefonie in handen. In 2020 stond het op de 65e plaats van grootste ondernemingen wereldwijd gemeten naar de omzet.

## Activiteiten
China Mobile is marktleider op het gebied van telecommunicatiediensten in het land. Het biedt diensten aan op het gebied van mobiele telefonie, zowel spraak als data, draadloos breedband en andere communicatie in het hele land. Per 31 december 2021 telde het 1004 miljoen gebruikers met mobiele telefoons, waarvan 552 miljoen 5G abonnees, en 315 miljoen breedbandklanten. De belangrijkste concurrenten zijn China Telecom en China Unicom.
Van de totale omzet in 2024 was 85% afkomstig van de telecomdiensten, de laatste 15% werd behaald met de verkoop van producten en overige activiteiten. Per 31 december 2024 telde het 455.000 medewerkers.
In 2014 begon China Mobile met de verkoop van 4G-diensten. In het eerste jaar kreeg het al 90 miljoen klanten, iets meer dan 10% van het totaal, die hiervan gebruik maakten. Het dataverkeer is hierdoor sterk toegenomen ten koste van de spraak. In 2013 belde een gemiddelde klant 486 minuten per maand en dit daalde naar 430 minuten in 2015 en 366 minuten in 2017 en in 2024 was dit nog 222 minuten. Het dataverkeer per klant steeg explosief, van 73 Megabyte (Mb) per maand in 2013, naar 1399 Mb in 2017 en 15,9 Gigabyte (Gb) in 2024. Data levert daarmee de grootste bijdrage aan de omzet van China Mobile.

### Resultaten
| Jaar | Mobiele klanten (× miljoen per jaareinde) | Omzet           | Netto- resultaat | Balans- totaal  | Werknemers (× 1000) |
| Jaar | Mobiele klanten (× miljoen per jaareinde) | (× RMB miljard) | (× RMB miljard)  | (× RMB miljard) | Werknemers (× 1000) |
| ---- | ----------------------------------------- | --------------- | ---------------- | --------------- | ------------------- |
| 1996 | 6,5                                       | 23,1            | 9,8              | 41,6            | -                   |
| 2000 | 45,1                                      | 91,0            | 24,3             | 158,5           | -                   |
| 2005 | 246,7                                     | 249,6           | 53,5             | 386,0           | 99,1                |
| 2010 | 584,0                                     | 485,2           | 119,6            | 861,9           | 164,3               |
| 2015 | 826,2                                     | 668,3           | 108,5            | 1427,9          | 438,6               |
| 2020 | 941,9                                     | 768,1           | 108,1            | 1727,9          | 454,3               |

Het bedrijf heeft een zeer sterke vermogenspositie. Ongeveer 50% van de jaarlijkse nettowinst wordt als dividend uitgekeerd.

## Aandeelhouders
De aandelen werden op 22 oktober 1997 genoteerd de New York Stock Exchange (NYSE) en een dag later aan de Hong Kong Stock Exchange (beurscode: 941). Drie maanden later werd het aandeel opgenomen in de Hang Seng aandelenindex. In november 2020 tekende president Trump een decreet die Amerikaanse investeringen verbood in Chinese bedrijven die gecontroleerd of eigendom zijn van het Chinese leger, waaronder China Mobile. De NYSE besloot hierop de beursnotering te schrappen per 11 januari 2021. Vanaf 5 januari 2022 zijn gewone of A-aandelen verhandelbaar op de Shanghai Stock Exchange. 
Het staatsbedrijf China Mobile Communications Group Co., Ltd. (die eerder bekend stond als China Mobile Communications Corporation of CMCC) is de grootaandeelhouder en had per 31 december 2024 zo'n 69,4% van de aandelen in handen. De free float was 30,6%.

## Geschiedenis
Voor 1998 waren alle telecomdiensten in handen van het ministerie van Post en Telecommunicatie. In maart 1998 nam het nieuw gevormde ministerie van Informatie de taken en verantwoordelijkheden over. De sector werd geherstructureerd en de rol van toezichthouder en het beheer van de staatsbedrijven werd gesplitst. De overheid had – formeel - geen directe invloed meer op de bedrijfsvoering, maar wel als wetgever, toezichthouder en later ook als aandeelhouder.
In de jaren negentig waren veel provinciale mobiele telefoonmaatschappijen opgericht. Ze hadden een beperkt werkgebied en waren te klein om landelijk te opereren. Aan het eind van de 20e eeuw ontstond de behoefte aan een nationale kampioen die ook geld van internationale beleggers kon aantrekken. Investeringsbank Goldman Sachs werd ingehuurd en deze bracht in korte tijd een tiental provinciale bedrijven, voornamelijk uit de kustprovincies, bij elkaar in China Mobile. De beursintroductie was een succes en bracht meer dan US$ 4,2 miljard op.
Het bedrijf werd opgericht op 3 september 1997 in Hong Kong. Het begon onder de naam China Telecom (Hong Kong) Limited. Als start van de activiteiten droeg het ministerie alle de aandelen over van de provinciale telefoonmaatschappijen Guangdong Mobile en Zhejiang Mobile. Op 28 juni 2000 veranderde de naam in China Mobile (Hong Kong) Limited en weer op 29 mei 2006 in China Mobile Limited. Dit is nog steeds de officiële bedrijfsnaam.
In 2002 besloten China Mobile en Vodafone samen te werken. Vodafone nam ook een klein aandelenbelang van 2% in het Chinese bedrijf. In 2002 werd dit belang verhoogd naar 3,2% waarvoor Vodafone US$ 3,3 miljard in totaal heeft betaald. In 2010 verkocht Vodafone het belang voor US$ 6,8 miljard, maar de samenwerking continueerde. begin 2018 volgde een samenwerking op het gebied van Internet of Things (IoT). Vodafone klanten krijgen toegang tot China Mobile IoT SIMS in China en China Mobile klanten tot Vodafone’s Global IoT SIM buiten China.
In 2014 kocht China Mobile een belang van 18% in True Corporation voor US$ 881 miljoen. True is een aanbieder van mobiele telefoondiensten in Thailand en China Mobile krijgt hiermee toegang tot een nieuwe markt en klanten. Het was de eerst buitenlandse acquisitie van China Mobile sinds 2007.